# Bumia
Bumia var ett tunisiskt guldmynt med ett värde motsvarande 100 piaster.
Myntet vägde 19,45 gram och hade en guldhalt på 90 %.